# Stradbally
För andra betydelser, se Stradbally (olika betydelser).
Stradbally (iriska: An Sráidbhaile) är ett samhälle i grevskapet Laois i Republiken Irland, beläget vid vägen N80 nära Portlaoise. Namnet kommer ifrån det iriska namnet An Sráidbhaile. 